# عبد المحسن الباقر
عبد المحسن الباقر (من مواليد 24 فبراير 1976)، رياضي سعودي في رفع الأثقال، يُنافس في فئة 69 كلغ. شارك في الألعاب الأولمبية الصيفية 2004 في أثينا. ونافس أيضًا في الوزن نفسه في بطولة العالم لرفع الأثقال 2003.

## إنجازاته
عبد المحسن الباقر بطل أولمبي مسجل في نادي الترجي لرفع الأثقال، حصل على 12 ميدالية في عدة بطولات، وقد بدأ مشواره بحصوله على المركز السابع في بطولة العالم للناشئين في مدينة هير التشيكية عام 1993 في وزن 59 كلغ. كما حصل على الميدالية الفضية في دورة الألعاب العربية 2004 بالجزائر في وزن 85 كلغ.
وخلال ألعاب التضامن الإسلامي 2005 التي نُظّمت في مكة المكرمة، تمكّن الباقر من خطف ثلاث ميداليات ذهبية في وزن 69 كلغ في الخطف والنتر والمجموع العام.
كما نال الفضية في مسابقة رفع الأثقال ضمن دورة ألعاب غرب آسيا الثالثة التي أُقيمت في قطر سنة 2005، مسجلا 291 كلغ في المجموع (136 في الخطف و155 في النتر).

## النتائج
| السنة                     | المكان                    | الوزن                     | الخطف                     | الخطف                     | الخطف                     | الخطف                     | النتر                     | النتر                     | النتر                     | النتر                     | المجموع                   | الرتبة                    |
| السنة                     | المكان                    | الوزن                     | 1                         | 2                         | 3                         | الرتبة                    | 1                         | 2                         | 3                         | الرتبة                    | المجموع                   | الرتبة                    |
| الألعاب الأولمبية الصيفية | الألعاب الأولمبية الصيفية | الألعاب الأولمبية الصيفية | الألعاب الأولمبية الصيفية | الألعاب الأولمبية الصيفية | الألعاب الأولمبية الصيفية | الألعاب الأولمبية الصيفية | الألعاب الأولمبية الصيفية | الألعاب الأولمبية الصيفية | الألعاب الأولمبية الصيفية | الألعاب الأولمبية الصيفية | الألعاب الأولمبية الصيفية | الألعاب الأولمبية الصيفية |
| ------------------------- | ------------------------- | ------------------------- | ------------------------- | ------------------------- | ------------------------- | ------------------------- | ------------------------- | ------------------------- | ------------------------- | ------------------------- | ------------------------- | ------------------------- |
| 2004                      | أثينا، اليونان            | 69 كلغ                    |                           |                           |                           | —                         |                           |                           |                           | —                         |                           | 12                        |
| بطولة العالم              |                           |                           |                           |                           |                           |                           |                           |                           |                           |                           |                           |                           |
| 2003                      | فانكوفر، كندا             | 69 كلغ                    | 140                       | 145                       | 145                       | 11                        | 175                       | 175                       | 175                       | ---                       | 0                         | ---                       |
| 1999                      | بيرايوس، اليونان          | 62 كلغ                    | 125                       | 130                       | 130                       | 17                        | 150                       | 155                       | 160                       | 17                        | 280                       | 16                        |

## روابط خارجية
- عبد المحسن الباقر على موقع الاتحاد الدولي (الإنجليزية)
- عبد المحسن الباقر على موقع اللجنة الأولمبية الدولية (الإنجليزية)
- عبد المحسن الباقر على موقع أوليمبيديا (الإنجليزية)